# Abbas Saeidi Tanha
Abbas Saeidi Tanha (persisch سعيدی تنها عباس‎; * 5. Januar 1981) ist ein ehemaliger iranischer Bahn- und Straßenradrennfahrer.

## Sportlicher Werdegang
Abbas Saeidi Tanha wurde bei der B-Weltmeisterschaft 2003 Zwölfter im Straßenrennen. 2004 nahm er  am Straßenrennen der Olympischen Sommerspiele in Athen teil, konnte das Rennen aber nicht beenden. Bei den Asienspielen 2006 in Doha gewann Saeidi Tanha mit seinen Landsmännern die Silbermedaille im Mannschaftszeitfahren und in der Mannschaftsverfolgung. Im Jahr 2010 gewann er die Gesamtwertung der Kerman Tour und 2011 wurde er Landesmeister im Straßenrennen.

## Erfolge
1999
- Iranischer Meister – Straßenrennen

2005
- eine Etappe Azerbaïjan Tour

2006
- Bergwertung Iran|Azerbaïjan Tour
- Asienspiele – Mannschaftsverfolgung (mit Hossein Nateghi, Mahdi Sohrabi und Amir Zargari)

2008
- eine Etappe Tour of Iran
- eine Etappe Tour of Kerman

2009
- eine Etappe Tour d’Indonesia

2010
- Gesamtwertung, eine Etappe und Mannschaftszeitfahren Tour of Kerman
- eine Etappe Tour of Iran

2011
- Iranischer Meister – Straßenrennen